# 人気芸能人にイタズラ! 仰天ハプニング○連発
『人気芸能人にイタズラ! 仰天ハプニング○連発』（にんきげいのうじんにイタズラ! ぎょうてんハプニング○れんぱつ）は、フジテレビ系列で2016年から不定期放送されていたバラエティ番組。

## 概要
テレビなどで活躍する人気芸能人に番組がイタズラやドッキリを仕掛け、そのリアクションを見て楽しむバラエティ番組である。
MCはバナナマンが務める。

## 出演者

### MC
- バナナマン
  - 設楽統
  - 日村勇紀

### ゲスト
- スタジオ（トーク）とターゲット（VTR）の両パターンでそれぞれゲストが数名出演。

## スタッフ
第4回（2017年7月6日）放送分
- 編成企画：南條祐紀（フジテレビ）
- ナレーター：松元真一郎、中村仁美（フジテレビアナウンサー）
- SW：五十嵐陽
- CAM：芳川和也
- VE：横川友之
- AUD：村本達弥
- LD：楢橋秀満
- 美術P：吉良久仁子
- デザイン：今長和宏
- 美術進行：三上貴子
- 大道具制作：安藤良弘
- 大道具操作：安藤良弘
- アクリル装飾：日野直治
- 電飾：佐藤世菜
- メイク：山田かつら
- 編集：奥山雄高
- MA：高橋友樹
- 音効：鯨永知生
- CG：前川陽介（.movs）
- 技術協力：スウィッシュ・ジャパン、RAFT、fmt
- 美術協力：フジアール
- 広報：太田真紀子（フジテレビ）
- TK：海東祐里奈
- 制作進行：湯山慶祐、須藤はるな
- ディレクター：長沼昭悟、藤原将人、新沢学、本間和美、地濃愛、中島太一、佐久間隆太、高田直、折茂健一、後藤寛、川口夏季
- 演出：谷中憲
- プロデューサー：上原敏明、高橋研、杉本美雪
- 企画制作：フジテレビ
- 制作著作：U-FIELD

## 関連番組
- スターどっきり㊙報告
- アッ!はぷにんぐ・ニューイヤー - 同局で1978年元日に放送されたドッキリ特番。
- お笑い芸人どっきり王座決定戦スペシャル - 同局で2009年から2011年まで不定期放送されたドッキリ特番。
- ザ・ドキドキどっきり - 同局で2013年から2014年まで不定期放送されたドッキリ特番。